# گارا بوو
گارا بوو (به بلغاری: Gara Bov) یک منطقهٔ مسکونی در بلغارستان است که در استان صوفیه واقع شده‌است. گارا بوو ۸٬۴۹ کیلومتر مربع مساحت و ۹۸۴ نفر جمعیت دارد و ۵۳۵ متر بالاتر از سطح دریا واقع شده‌است.